# Arduino IDE
 El entorno de desarrollo integrado (IDE) de Arduino es una aplicación multiplataforma (para Windows, macOS, Linux ) que está escrita en el lenguaje de programación Java. Se utiliza para escribir y cargar programas en placas compatibles con Arduino, pero también, con la ayuda de núcleos de terceros, se puede usar con placas de desarrollo de otros proveedores.
El código fuente para el IDE se publica bajo la Licencia Pública General de GNU, versión 2. El IDE de Arduino admite los lenguajes C y C ++ utilizando reglas especiales de estructuración de códigos. El IDE de Arduino suministra una biblioteca de software del proyecto Wiring, que proporciona muchos procedimientos comunes de E/S. El código escrito por el usuario solo requiere dos funciones básicas, para iniciar el boceto y el ciclo principal del programa, que se compilan y vinculan con un apéndice de programa main() en un ciclo con el GNU toolchain, que también se incluye. El IDE de Arduino emplea el programa avrdude para convertir el código ejecutable en un archivo de texto en codificación hexadecimal que se carga en la placa Arduino mediante un programa de carga en el firmware de la placa.